# Niclas Herbst
Niclas Herbst, né le 28 février 1973 à Ratzebourg, est un homme politique allemand, membre de l'Union chrétienne-démocrate d'Allemagne (CDU). Il est député européen depuis 2019. 

## Biographie
Après l'obtention de son Abitur en 1992 à Ratzebourg, Herbst effectue son service militaire et suit une formation d'officier réserviste. En 1994, il commence des études de science politique, de droit et psychologie à l'université Christian Albrecht de Kiel dont il sort diplômé en 2000. Herbst devient ensuite conseiller scientifique pour le groupe parlementaire CDU au Landtag de Schleswig-Holstein. Après son élection en tant que député régional, il devient senior consultant pour un cabinet international.
De 2017 à 2019, Herbst est conseiller du ministre-président de Schleswig-Holstein Daniel Günther. 
Niclas Herbst est marié avec Kristina Herbst, secrétaire d'État au ministère de l'Intérieur de Schleswig-Holstein. Il a trois enfants. 

## Carrière politique
Alors étudiant, Herbst rejoint la CDU en 1990. Il a été membre de la direction du parti dans le Land de Schleswig-Holstein. De 2005 à 2012, Herbst est député du Landtag de Schleswig-Holstein, il est notamment vice-président du comité aux Affaires européennes, est membre, de 2010 à 2012, du Comité européen des régions. 
En 2019, Herbst est élu député européen. Il siège à la Commission du Budget et à la Commission de la Pêche. Il est également membre de Assemblée parlementaire paritaire composée de députés européens et d'élus d'Afrique, des Caraïbes et du Pacifique. Il est réélu en 2024.